# U Borovné
U Borovné este o arie protejată (arie specială de conservare — SAC, sit de importanță comunitară — SCI) din Republica Cehă întinsă pe o suprafață de 18,2 ha, integral pe uscat.

## Localizare
Centrul sitului U Borovné este situat la coordonatele 49°09′55″N 15°24′24″E / 49.165278°N 15.406667°E.

## Înființare
Situl U Borovné a fost declarat sit de importanță comunitară în aprilie 2005 pentru a proteja 1 specie de animale. Situl a fost protejat și ca arie specială de conservare în august 2013.

## Biodiversitate
Situată în ecoregiunea continentală, aria protejată nu include niciun habitat protejat.
La baza desemnării sitului se află o specie protejată de  amfibieni: buhai de baltă cu burta roșie (Bombina bombina).